# Nationaal park Coorong
Het Nationaal park Coorong (Engels: Coorong National Park) ligt in de Australische deelstaat Zuid-Australië.

## Landschap
Coorong National Park is 467 km² groot en omvat een 207 km² groot moeras, de eigenlijke Coorong, bij de monding van de rivier de Murray, ongeveer 80 km ten zuiden van Adelaide. De rivier loopt hier het Alexandrinameer binnen en maakt daar verbinding met de Coorong, een smalle geul achter de indrukwekkende duinen van het Younghusband Schiereiland, een schoorwal langs de zuidelijke Indische Oceaan, evenwijdig aan een veel oudere duinenreeks uit het Pleistoceen meer landinwaarts. De Coorong ligt tussen die twee duingordels in. Het is een zilte lagune met een lengte van ruim 100 km.
Hier en daar komen ook andere habitats voor, zoals zoetwatermeren en slikplaten, vooral aan de zuidkant. In 1940 werden strekdammen gelegd bij de monding van de Coorong in het Alexandrinameer, waardoor geen zeewater meer kan binnenkomen en de toestroom van zoet water uit de Murray is verminderd, een effect dat nog versterkt werd door onttrekking van water voor irrigatie verder stroomopwaarts langs de Murray. Zou de wateraanvoer nog verder teruglopen, dan dreigt de laatste verbinding tussen de Coorong en de zee te worden verbroken, en daarmee ook de mogelijkheid voor vissen en andere dieren om heen en weer te trekken.

## Fauna
Coorong National Park is een bijzondere plek voor vogelkijkers in Australië. Er zijn grote zwermen zwarte zwanen (Cygnus atratus) en hoenderganzen (Cereopsis novaehollandiae) en vele steltlopers.  Hier bevindt zich ook de grootste broedkolonie van de Australische pelikaan (Pelecanus conspicillatus). In totaal zijn er in de lagune 238 vogelsoorten waargenomen. Zoogdieren die in Coorong National Park leven zijn onder andere de wombat (Vombatus ursinus), mierenegel (Tachyglossus aculeatus) en breedvoetbuidelmuis (Antechinus minimus).
Belair · 
Canunda · 
Coffin Bay · 
Coorong · 
Flinders Chase · 
Ikara-Flinders Ranges · 
Gammon Ranges · 
Gawler Ranges · 
Great Australian Bight · 
Innes · 
Lake Eyre · 
Lake Gairdner · 
Lake Torrens · 
Lincoln · 
Mount Remarkable · 
Murray River · 
Naracoorte Caves · 
Nullarbor · 
Onkaparinga River · 
Witjira
Nationale parken in: AUS · NSW · NT · QLD · SA · TAS · VIC · WA